# Bildungsbürgertum

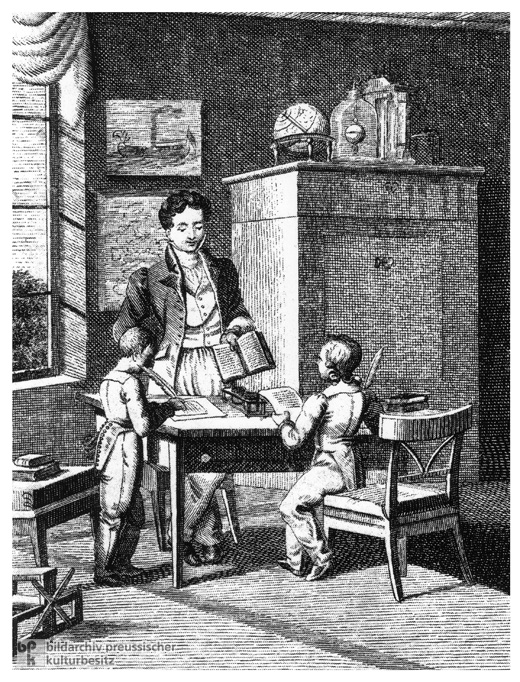
Клас освічених бюргерів визначав себе більш на основі освіти ніж матеріальної власності і тому велике значення надавалось освіті дітей.

Bildungsbürgertum (укр. Освічена буржуазія) — соціальний клас, що з'явився в Німеччині в середині 18-го століття, як освічений клас буржуазії з освітнім ідеалом, що брав за основу античність. Bildungsbürgertum можна описати як економічно та інтелектуально вищу буржуазію в порівнянні з Kleinbürgertum (дрібна буржуазія).